# Jane Irwin Harrison
Jane Irwin Harrison, född 1804, död 1846, var en USA:s första dam 1841. Hon var brorsdotter till president William Henry Harrison och fungerade i rollen som hans första dam. Eftersom presidentfrun var för sjuk för att resa, följde hon Harrison till Washington och fungerade som hans värdinna under hans installation och korta ämbetstid.